# 水口町岩坂
水口町岩坂（みなくちちょういわさか）は、滋賀県甲賀市にある地名。

## 地理
甲賀市水口町の西南部に位置し、北を杣川が流れ、西は飯道山に続く山地である。東・南は水口町高山、西は湖南市三雲、北は水口町宇川に接する。杣街道が通り、集落の背後を南北に滋賀県道4号草津伊賀線が通じる。

## 歴史
集落背後の飯道山麓に甲賀郡集墳の一部である岩坂南古墳群があり、市内最古級の横穴式石室をもつ。また、集落西側の最勝寺遺跡から平安時代後期の遺物が出土した。中世は池原杣荘に属したと考えられる。甲賀郡志では高山氏の所領と伝えるが、山中同名中の成員と思われる「山中岩坂」の名が「山中文書」にみえる。集落背後に中世城館跡の平子城跡・源太屋敷城跡が残る。1585年の甲賀ゆれと水口岡山城築城によりその支配下に入ったと考えられるが、1592年正月時点では豊臣氏の蔵入地（直轄地）となっている。1600年以降、幕府領となる。

## 世帯数と人口
2019年（令和元年）10月31日現在の世帯数と人口は以下の通りである。
| 町丁       | 世帯数 | 人口 |
| ---------- | ------ | ---- |
| 水口町岩坂 | 30世帯 | 89人 |

## 学区
市立小・中学校に通う場合、学区は以下の通りとなる。
| 番・番地等 | 小学校               | 中学校             |
| ---------- | -------------------- | ------------------ |
| 全域       | 甲賀市立貴生川小学校 | 甲賀市立水口中学校 |

## 交通
- 滋賀県道4号草津伊賀線

## 施設
- 閑宝寺
- 養父神社
- 最勝寺跡 - 2016年9月の土砂崩れにより廃寺になった。甲賀西国三十三所第17番札所。1285年の刻銘をもつ県で二番目に古い石造宝塔がある。本尊の木造十一面観音立像は平安時代後期の作。
- 岩坂十三仏

## その他

### 日本郵便
- 郵便番号 : 528-0047[3]（集配局：水口郵便局[7]）